# Spuitfiets
De spuitfiets is een met de hand getrokken of geduwde sproei-installatie voor gewasbeschermingsmiddelen. Het is de voorloper van de tegenwoordige landbouwspuit.
De spuitfiets werd rond 1960 gebruikt om gewasbeschermingsmiddelen de vernevelen. De installatie is gemonteerd op een driehoekig frame van metaal met een kruiwagenwiel aan de voorkant. Hierop staan een metalen drukcilinder en een vloeistoftank met daarin de te verspuiten stof gemengd met water. Aan de voorkant van de spuitfiets hangt een boomleiding met een aantal spuitdoppen die is gekoppeld aan de vloeistoftank.
Door vanuit de cilinder druk op de afgesloten vloeistoftank te zetten wordt de spuitvloeistof naar de leiding voor op de spuitfiets gedreven en kan het middel via de vernevelingsdoppen op het gewas of op de grond worden gespoten.
De cilinders werden ook wel op buik en rug gedragen terwijl een spuitboom met leren riemen op  de heupen was bevestigd om zodoende het gewas te kunnen bespuiten.
Thans is deze methode van vernevelen verboden, omdat de kans op inademing van de middelen te groot is.